# Ernst Wenzel (Mediziner, 1840)
Ernst Friedrich Wenzel (* 14. September 1840 in Oberwitz bei Zittau; † 25. Oktober 1896 in Leipzig) war ein deutscher Mediziner und Hochschullehrer.

## Leben
Ernst Wenzel wurde als Sohn eines Landmanns geboren und besuchte die Dorfschule von Oberwitz. Am Lehrerseminar in Bautzen wurde er zum Lehrer ausgebildet und absolvierte die Lehrerprüfung. Nachdem er die Maturität bestanden hatte, immatrikulierte er sich an der Universität Berlin zu einem Medizinstudium und war ein Schüler von Nathanael Lieberkühn und Guido Wagener, die damals noch als Prosektoren beziehungsweise als anatomische Assistenten dort tätig waren.
1864 promovierte er an der Universität Leipzig mit einer Dissertation über die Anatomie der Sinnesorgane zum Dr. med. und erhielt kurz darauf die Approbation als Arzt. Nach Beendigung des Studiums wurde er Assistenzarzt an der chirurgischen Universitäts-Poliklinik in Leipzig bei Benno Schmidt. 1871 wurde er Prosektor am Anatomischen Institut (siehe Jacobshospital) in Leipzig. Er habilitierte sich 1868 als Privatdozent für Anatomie an der Universität Leipzig und erhielt 1872 eine außerordentliche Professur an der Medizinischen Fakultät der Universität Leipzig, die er bis zu seinem Tod behielt. 
Neben seiner Lehrtätigkeit betrieb er eine Arztpraxis in Leipzig.
Neben der Herausgabe eines Atlas des makroskopischen und mikroscopischen Baues des menschlichen Körpers und eines Atlas der Gewebelehre des Menschen und der höheren Thiere beschäftigte er sich besonders mit der anatomischen Unterweisung von Lehrern, denen er die Elemente der Anatomie und Biologie im Rahmen von öffentlichen Vorlesungen nahebrachte.

## Schriften (Auswahl)
- Atlas des makroskopischen und mikroscopischen Baues des menschlichen Körpers. 1874–1875.
- Atlas der Gewebelehre des Menschen und der höheren Thiere. 1878.